# 6MGT/8MGT
Der 6MGT ist ein Straßenbahntriebwagen, den die Verkehrsunternehmen Mannheimer Verkehrs-Aktiengesellschaft (MVG), Verkehrsbetriebe Ludwigshafen (VBL) und in längerer Version als 8MGT die Rhein-Haardtbahn GmbH (RHB) in den Jahren 1994/1995 von den Firmen Duewag und ABB beschafft haben.

## Bezeichnung
Bei den Bezeichnungen 6MGT und 8MGT handelt es sich um die Werksbezeichnung des Herstellers (6 bzw. 8 Achsen, Meterspur, Gelenktriebwagen).  Sie wird hier verwendet, um Verwechslungen mit den weit verbreiteten GT6N des AEG/ADtranz-Typs zu vermeiden. Die betriebliche Bezeichnung bei den Verkehrsbetrieben in Mannheim und Ludwigshafen lautet dennoch GT6N für die kurze Ausführung und ET8N für die lange Variante, oder insgesamt GTN für beide Bauarten.

## Geschichte
Anfang der 1990er Jahre standen die Verkehrsbetriebe in Mannheim und Ludwigshafen unter großem Rationalisierungsdruck. Selbst die jüngsten der bisherigen Düwag-Einheitswagen waren schon mindestens 20 Jahre alt, für gestiegene Fahrgastzahlen waren sie nicht ausreichend und die überwiegend sechsachsigen Fahrzeuge erforderten einen hohen Personaleinsatz. Auch die 23 zu Achtachsern umgebauten Fahrzeuge mit einem Niederflurteil konnten das Problem nicht lösen. Der 1991 beschaffte VÖV-Niederflurprototyp erreichte nie die Betriebsreife. Daher musste ein anderes, modernes Fahrzeug beschafft werden.
Die Verantwortlichen der MVG und VBL besichtigten daher die damals neuen Fahrzeuge vom Typ NGT6C in Kassel und den Prototyp des GT6N in Bremen. In der vergleichenden Bewertung entschied man sich daraufhin, den MGT6D zu beschaffen. Es gab sogar schon Werbemittel, die diesen Fahrzeugtyp als Zeichnung in der damals aktuellen grünen Farbgebung der MVG zeigten. Kurz darauf wurde aber offensichtlich, dass ein verlängertes Fahrzeug (die geplante 40-Meter-Variante für die RHB) wegen zu hoher Achslast auf den EEF-Laufwerken nicht in Frage käme. Kurzfristig wurde der Hersteller Duewag beauftragt, einen Multigelenkwagen in Niederflurbauweise zu konstruieren, der den betrieblichen Anforderungen in Mannheim und Ludwigshafen Rechnung tragen sollte. Für die elektrische Ausrüstung zeichnete ABB-Transportation verantwortlich.
Ohne vorherige Beschaffung von Prototypen wurden 50 Fahrzeuge für Mannheim, 16 für Ludwigshafen und drei für die Rhein-Haardtbahn in Auftrag gegeben. Von den ursprünglich geplanten MGT6D übernahm man lediglich das Design der Front- und Heckpartie. Die 64 Fünfteiler waren für den innerstädtischen Einsatz vorgesehen, die fünf Siebenteiler für den Einsatz auf der damals noch als selbständige Linie verkehrenden Rhein-Haardtbahn.

## Bauart und Technik
Das Fahrzeug ist ein fünfteiliger (6MGT / GT6N) bzw. siebenteiliger* (8MGT / ET8N) Triebwagen, wobei nur jedes zweite Fahrzeugteil ein Fahrgestell besitzt. Die einzelnen Wagenteile sind durch Faltenbälge verbunden. Siebzig bzw. achtzig* Prozent des Fahrzeugs sind niederflurig. Der Bereich über den angetriebenen Fahrgestellen in Front und Heck liegt höher und ist über eine Stufe zugänglich.
Für den Fahrer wurde eine geschlossene Fahrerkabine mit Zugang aus dem Fahrgastraum eingebaut. In der klimatisierten Kabine ist ein luftgefederter Fahrersitz und ein Thermofach zum Wärmen oder Kühlen von Getränken eingebaut.
Der Wagen verfügt über eine einfache Tür im ersten Wagenteil mit Stufe in den Mittelflurbereich, und vier bzw. sechs Doppeltüren in den Wagenteilen 2, 4 und 6, die an 30-cm-Bahnsteigen einen stufenlosen Einstieg in den Niederflurbereich ermöglichen. Die Türöffnungen sind 1 350 mm bzw. 540 mm (erste Tür) breit. Die in Fahrtrichtung erste Doppeltür ist mit einer elektrisch bedienbaren Rollstuhlrampe ausgerüstet.
Die Fahrgestelle im ersten und letzten Wagenteil weisen durchgehende Achsen auf und werden durch jeweils zwei 95-kW-Motoren angetrieben. Die Lauffahrwerke besitzen keine durchgehenden Achsen. Die Wechselrichter, die den von der Fahrleitung aufgenommenen Gleichstrom in Drehstrom umwandeln, befinden sich genauso wie die Klimaanlage auf dem Dach des Fahrzeuges. Auf dem Dach des dritten Wagenteils befindet sich ein Einholmstromabnehmer.
Die Fahrzeuge besitzen unter Schürzen verdeckte manuelle Albertkupplungen. Diese ermöglichen das Abschleppen und die Zugbildung zur Doppeltraktion. Die notwendigen elektrischen Verbindungen müssen über Kabel ebenfalls manuell hergestellt werden, so dass Doppelzüge in der Regel nur in den Betriebshöfen gebildet und getrennt werden.
Zur Außenanzeige von Ziel und Liniennummer dienen große Matrixanzeigen in Flipdot-Technik des Herstellers Brose. Zur Innenanzeige wurden sechzehnstellige LCD-Anzeigen der Firma Krüger eingebaut. Die Ansage der Haltestellen erfolgt über mehrere Innenlautsprecher. Daneben wurden bei den Mannheimer Fahrzeugen auch Außenlautsprecher nachgerüstet, was bei den Fahrzeugen aus Ludwigshafen und der RHB bisher unterblieben ist.

## Bewährung im Betrieb
Das erste Fahrzeug wurde am 11. März 1994 an die MVG abgeliefert, der Linieneinsatz begann ab September 1994. Schon bei den ersten Probefahrten fiel der recht instabile Fahrzeuglauf auf. Die Fahrzeuge neigten bei hohen Geschwindigkeiten zum Wackeln und Aufschaukeln. In Kurven neigte sich der Wagenkasten stark zur Kurvenaußenseite hin.
Als Ursache wurden zu schwach ausgelegte hydraulische Dämpfer zwischen den einzelnen Wagenteilen, der Verzicht auf eine Stahlfederung als Primärfederung und die zu weich ausgelegte Luftfederung ausgemacht. Während die Federung konstruktiv nicht mehr zu ändern war, wurden in jahrelangen Versuchen die Dämpfer zwischen den Wagenteilen mehrfach umkonstruiert und verstärkt. Mittlerweile sind die Fahrzeuge mit dynamischen Dämpfern ausgerüstet, die sich in Abhängigkeit von der gefahrenen Geschwindigkeit versteifen, was die Fahreigenschaften im Geradeauslauf stark verbessert hat.
Anfangs neigten die Fahrzeuge zu häufigen Entgleisungen, und auch der Radreifenverschleiß war größer als erwartet. Durch den Einbau einer Spurkranzschmierung und die vorgenannten Änderungen an den Dämpfern ist auch hier eine deutliche Besserung eingetreten.

## RNV
Alle Fahrzeuge wurden im März 2005 von den „Altunternehmen“ der neu gegründeten Rhein-Neckar-Verkehr GmbH für die Betriebsdurchführung überlassen. An den Eigentumsverhältnissen änderte sich nichts, da die Wagen in langfristige Cross-Border-Leasingverträge eingebunden sind. Auch an den Einsatzgebieten änderte sich durch diese Maßnahme nur wenig. Allerdings wurde die früher übliche Trennung der Einsatzgebiete Mannheim und Ludwigshafen mittlerweile hinfällig. Dies bedeutet, dass „Mannheimer“ Fahrzeuge seither auch in Ludwigshafen ein- und ausrücken und umgekehrt.
Um doppelte Wagennummern in der RNV zu vermeiden, wurde allen Fahrzeugen mit dreistelliger Wagennummer eine Ziffer vorangestellt, die ihren bisherigen Einsatzstandort bezeichnet. Seither sind sie folgendermaßen nummeriert:

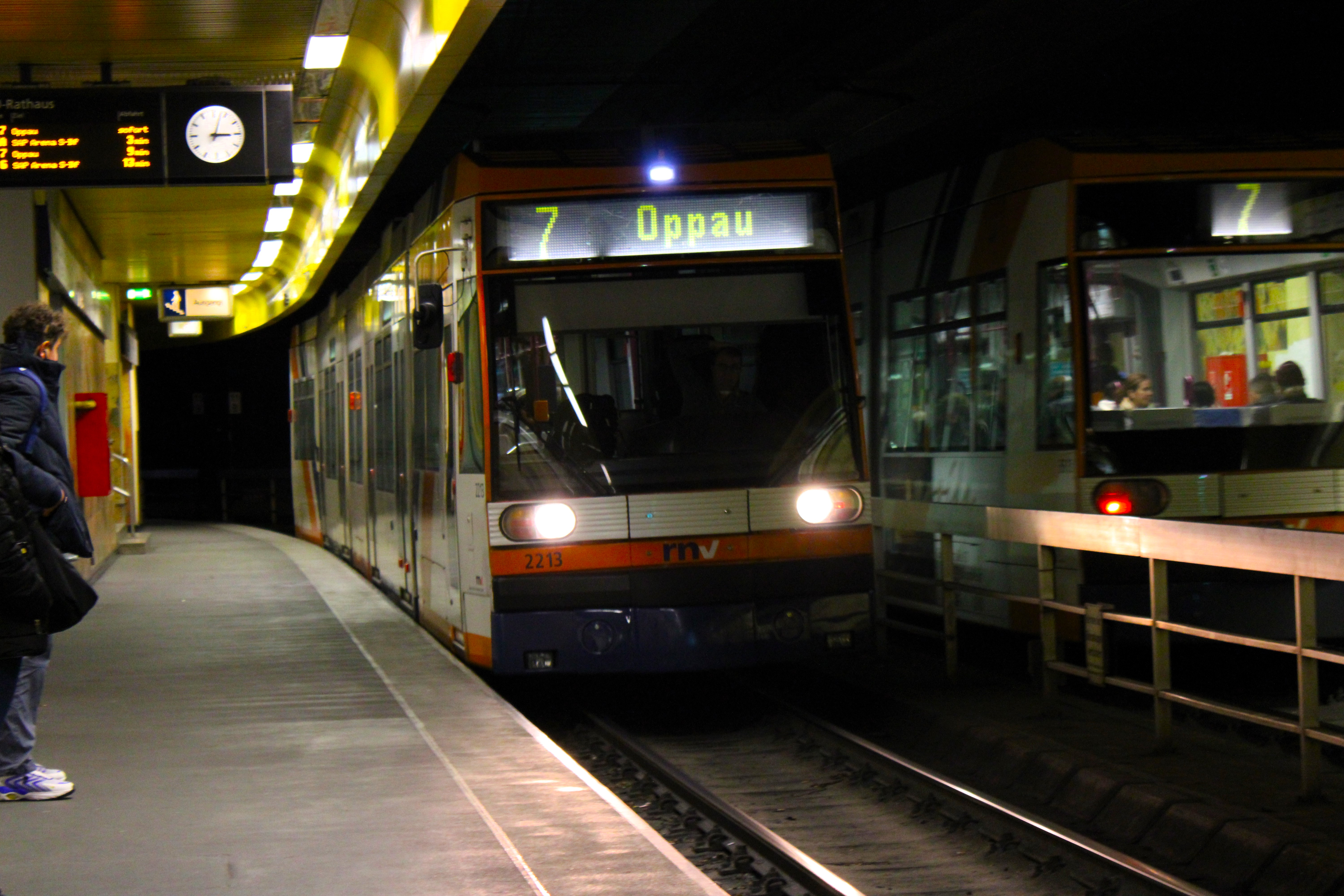
Eine 6MGT in Heutiger Einheitliche Lackierung in der U-Bahn Station LU Rathaus

| Ursprungsbetrieb | ehemalige Wagennummern | aktuelle Wagennummern | Typ Werksbezeichnung | Typ RNV-Bezeichnung |
| ---------------- | ---------------------- | --------------------- | -------------------- | ------------------- |
| VBL              | 1031–1032              | 1031–1032             | 8MGT                 | ET8N                |
| RHB              | 1041–1043              | 1041–1043             | 8MGT                 | ET8N                |
| VBL              | 201–214                | 2201–2214             | 6MGT                 | GT6N                |
| MVG              | 601–650                | 5601–5650             | 6MGT                 | GT6N                |

## Linieneinsatz

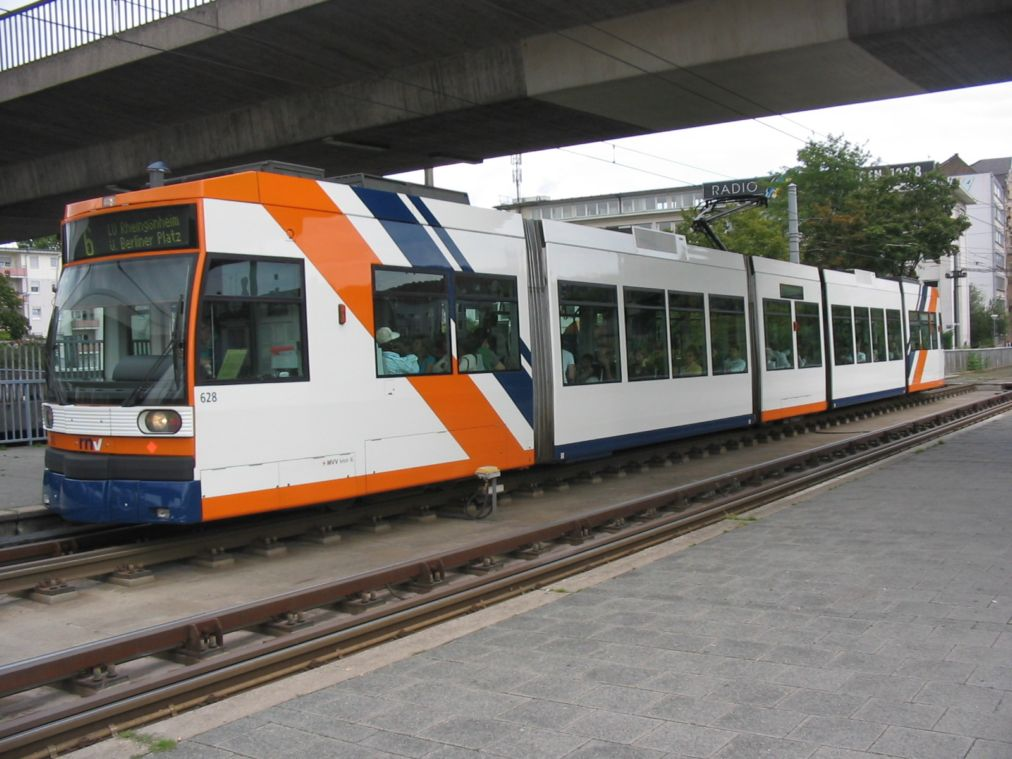
Ein in RNV-Farbgebung lackierter 6MGT

Für den Einsatz auf den Eisenbahnstrecken der RNV sind die Fahrzeuge auch nach der Eisenbahn-Bau- und Betriebsordnung für Schmalspurbahnen (ESBO) zugelassen. Die Fahrzeuge wurden anfangs auf den am stärksten ausgelasteten Linien eingesetzt. Mittlerweile sind sie auf allen Linien in Mannheim und Ludwigshafen anzutreffen (außer der Linie 5, hier sind Zweirichtungsfahrzeuge erforderlich). Bis zur Beschaffung der siebenteiligen Rhein-Neckar-Variobahnen wurden die fünfteiligen Fahrzeuge auf der Linie 1 regelmäßig in Doppeltraktion eingesetzt, mit der Durchbindung der Linie 4 nach Bad Dürkheim auch in einzelnen Umläufen auf dieser Linie. Planmäßige Einsätze in Doppeltraktion kommen seit Dezember 2023 auf der Linie 1 und 8 wieder vor; bei Bedarf werden in seltenen Fällen – meist zu Großveranstaltungen – Doppelzüge gebildet. Die siebenteiligen Fahrzeuge fahren heute zumeist auf den Linien 1, 4/4A, 6/6A und 9.

## Farbgebung
Alle Wagen tragen die Grundfarbe weiß. Als Kontrast zum Weiß wurden die Mannheimer Fahrzeuge in einer abgestuften hellblauen Lackierung geliefert, während die Fahrzeuge aus Ludwigshafen und die Wagen der RHB ein abgestuftes Rot erhielten. Seit dem Jahr 2004 werden die Wagen auch mit Ganzreklame beklebt. Bei Hauptuntersuchungen oder nach größeren Unfällen erhalten die Fahrzeuge seit 2008 die aktuellen Unternehmensfarben der Rhein-Neckar-Verkehr GmbH weiß, reinorange und saphirblau.